# Орчерд (Колорадо)
Орчерд (англ. Orchard) — переписна місцевість (CDP) в США, в окрузі Морган штату Колорадо. Населення — 76 осіб (2020).

## Географія
Орчерд розташований за координатами 40°19′55″ пн. ш. 104°7′4″ зх. д. / 40.33194° пн. ш. 104.11778° зх. д. (40.332001, -104.117799).  За даними Бюро перепису населення США в 2010 році переписна місцевість мала площу 0,41 км², уся площа — суходіл.

## Демографія
Згідно з переписом 2010 року, у переписній місцевості мешкало 90 осіб у 37 домогосподарствах у складі 29 родин. Густота населення становила 217 осіб/км².  Було 39 помешкань (94/км²).
Расовий склад населення:
| - 98,9 % — білих - 1,1 % — осіб інших рас |

До двох чи більше рас належало 0,0 %. Частка іспаномовних становила 2,2 % від усіх жителів.
За віковим діапазоном населення розподілялося таким чином: 21,1 % — особи молодші 18 років, 66,7 % — особи у віці 18—64 років, 12,2 % — особи у віці 65 років та старші. Медіана віку мешканця становила 45,0 року. На 100 осіб жіночої статі у переписній місцевості припадало 104,5 чоловіків;  на 100 жінок у віці від 18 років та старших — 102,9 чоловіків також старших 18 років.
Цивільне працевлаштоване населення становило 71 осіб. Основні галузі зайнятості: освіта, охорона здоров'я та соціальна допомога — 26,8 %, науковці, спеціалісти, менеджери — 25,4 %, транспорт — 18,3 %.